# 흡수장애 증후군
흡수장애 증후군은 위장관을 통한 음식 영양소의 흡수에 이상이 생겨 발생하는 질환을 말한다. 이상 정도에 따라 단일 영양소나 다중 영양소가 파괴될수 있다. 이로 인해 영양실조와 다양한 빈혈이 발생할수 있다. 

## 증상
- 설사
- 지방변